# Травматолог-ортопед

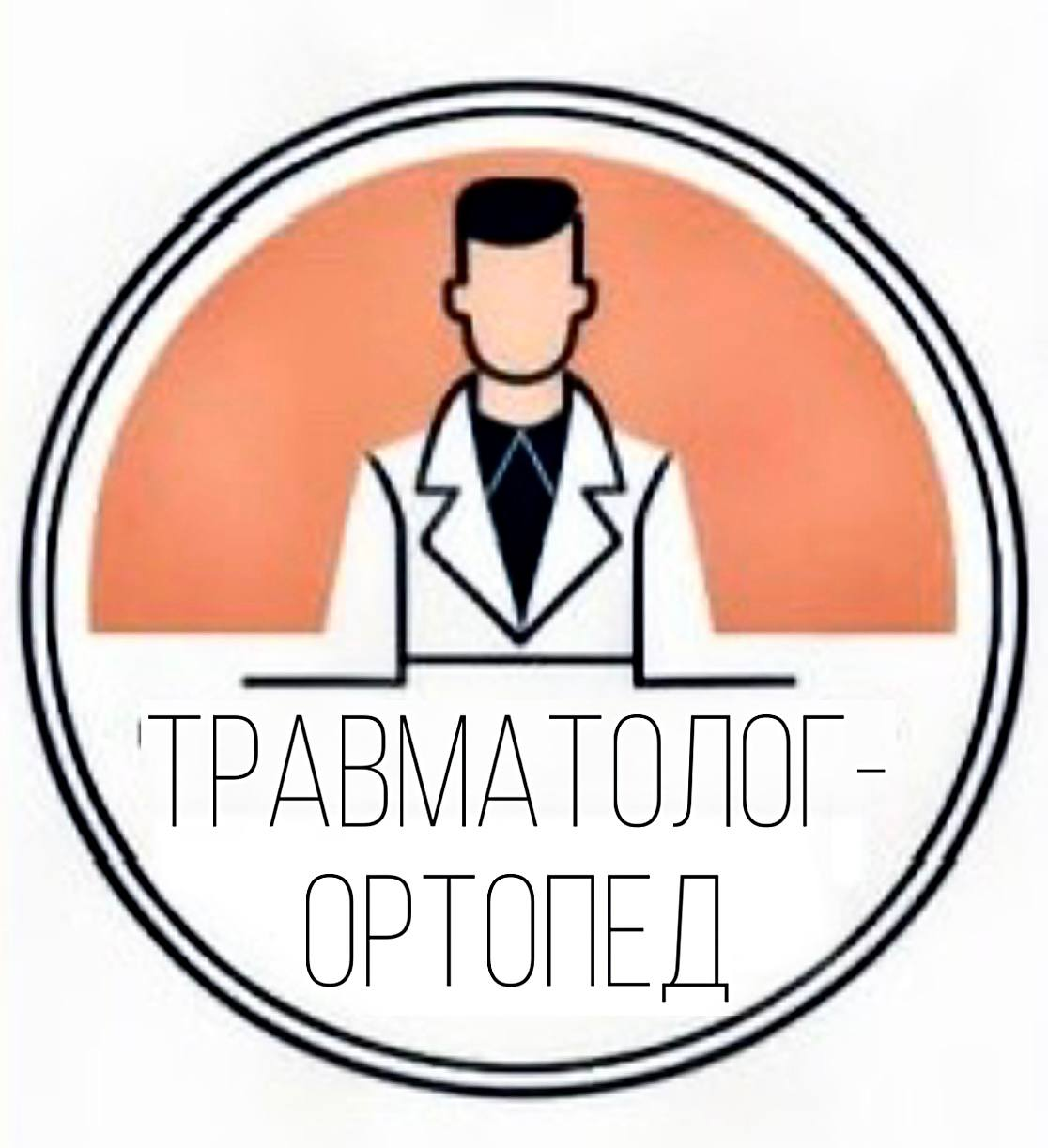
Травматолог-ортопед схематичное изображение

Травматолог-ортопед  — врачебная специальность сформировалась из двух отдельных специальностей травматология и ортопедия. Данные направления изучают патологии, хронические заболевания, а так же врожденные и приобретенные деформации опорно-двигательной системы человека.

## История
Специальность травматология-ортопедия начала развиваться в 19 веке, когда были сделаны значительные успехи в хирургии и анатомии. Первые упоминания о лечении костных травм и заболеваний суставов относятся к работе  Гиппократ. Гиппократ описывал методы вправления вывихов и лечения переломов.
Уже позже в 20 веке были разработаны новые методы диагностики и лечения, такие как рентгенография, что значительно улучшило результаты лечения травм и заболеваний опорно-двигательного аппарата.

## Обязанности травматолога-ортопеда
1-Диагностика -оценка состояния пациента через физический осмотр, анализ медецинской истории и назначение дополнительных исследований ( КТ, МРТ[[[:Магнитно-резонансная томография]]], рентген)
2. Лечение: Разработка индивидуальных планов лечения, включающих консервативные методы (медикаментозная терапия, физиотерапия) и хирургические вмешательства (операции на костях и суставах).
3. Реабилитация: Проведение реабилитационных мероприятий для восстановления функций опорно-двигательного аппарата после травм или операций.
4. Профилактика: Консультирование пациентов по вопросам предотвращения травм и заболеваний суставов, а также проведение образовательных программ.